# Цзюцюань (космодром)
40°58′03″ пн. ш. 100°16′43″ сх. д. / 40.9675° пн. ш. 100.27861111111° сх. д.

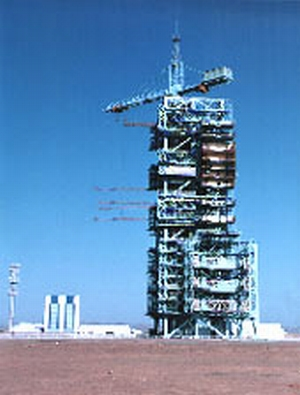
Стартовий майданчик

Цзюцюа́нь 酒泉 (попередня назва — Чанченцзе, Шуанченцзи) — китайський космодром. Діє з 1958 року. Розташований на краю Бадань-Цзіліньської пустелі в низовині річки Хейхе, названий за містом Цзюцюань, яке є найближчим великим населеним пунктом від космодрому (відстань 280 км).

## Розташування
Це найперший і до 1984 р. єдиний ракетно-космічний полігон Китаю. Він був побудований в 1962 році і називався полігон Шуанчензи. Стартовий комплекс Цзюцюань розташований в пустелі Гобі провінції Ганьсу за 170 км на північ від м. Цзюцюань. Його умовний географічний центр має координати: 41гр. 3 хв. півн.ш. і 100 гр. 0 хв. с.д.

## Технічна характеристика
На території стартового комплексу знаходяться дві пускові установки з вежами наземного живлення і загальною вежею обслуговування. Окремі ступені ракет-носіїв (РН) і корисне навантаження перевозяться на стартовий майданчик і там робиться остаточна збірка РН.
30 км на південь від стартового комплексу розташована технічна позиція. На її території є два монтажно-випробувальні корпуси, де робиться збірка, перевірка і передполітна підготовка РН і КА. У адміністративно-господарській зоні знаходяться центр управління, електростанція і житло для обслуговчого персоналу. Ця зона пов'язана залізницею і шосейною дорогою з аеропортом, розташованим 94 км на південь від стартового комплексу.
З полігону Цзюцюань в 1970 — 71 рр. робилися запуски перших китайських супутників РН CZ — 1. У подальші роки, після модернізації полігону, запускалися РН FB — 1 (1972—1981гг.), РН CZ — 2A (1974—1978гг.), РН CZ — 2C (1982—1993гг.) і РН CZ — 2D (1992—1999 рр.).
За період з 1970—1996 рр., з космодрому Цзюцюань було виконано 28 космічних запусків, з них 23 — успішно. На низькі орбіти виводилися в основному розвідувальні супутники і КА для дистанційного зондування Землі. Сектор азимутів пусків РН знаходиться в межах 115—137 град., діапазон нахилів орбіт КА 63-70 град.
У 90-і роки у Китаю з'явилася можливість надавати комерційні послуги іншим державам з виведення корисних навантажень на навколоземні орбіти. Проте, через своє географічне положення і обмежений сектор азимутів пуску космодром Цзюцюань не здатний забезпечити широкий спектр таких послуг. Тому прийнято рішення зробити цей космічний центр головною базою для запуску керованих космічних кораблів.
З цією метою на космодромі Цзюцюань в 1999 році побудували новий стартовий комплекс і будівлю для вертикальної збірки нових потужних РН CZ — 2F. Ця будівля дозволяє робити збірку одночасно трьох-чотирьох РН з подальшим транспортуванням ракет до місця запуску на рухливому стартовому столі у вертикальному положенні, як це робиться в США з системою Space Shuttle.
Новий стартовий комплекс використовуватиметься і для запуску нового носія CZ — 2E (A), здатного у рамках пілотованої космічної програми Китаю вивести на орбіту станцію з модулями масою до 14 т. З нового стартового комплексу космодрому Цзюцюань 21 листопада 1999 року був успішно здійснений запуск багаторазового космічного корабля «Шень Чжоу». Це величезне технічне досягнення Китаю.
Для здійснення пілотованої програми в Китаї був створений новий комплекс управління, що включає центр управління польотами (ЦУП) в Пекіні, наземні і командно-вимірювальні пункти. За заявою космонавта Валерія Рюміна, Китайський Центр управління польотами кращий, ніж в Росії і США. Такого центру немає ні в одній країні світу. У головному залі ЦУПа в п'ять рядів розташовано понад 100 терміналів відображення інформації фахівцям групи управління, а на торцевій стіні — чотири великі екрани відображення, на які може бути виведене тривимірне синтезоване зображення.
Для управління кораблем «Шень Чжоу» використовувалося не менше трьох наземних пунктів на території Китаю і два закордонні пункти: в Карачі (Пакистан) і в Мозамбіку.
Крім того, Китай розгорнув чотири морські пункти «Юаньван», підлеглих Департаменту морського моніторингу і контролю за польотом супутників. Для забезпечення першого польоту космічного корабля «Шень Чжоу» були виведені кораблі: в Тихий («Юаньван-1» і «Юаньван-2»), Атлантичний («Юаньван-3») і Індійський («Юаньван-4») океани в райони на південь від Японських островів, на схід від островів Кермаден, на захід від Південної Африки і на південний захід від Австралії. За заявою представників Департаменту, після скерування корабля «Юаньван-3» в Атлантичний океан китайська система моніторингу і контролю за польотами космічних апаратів набула глобального характеру. За повідомленням агентства Сіньхуа, корабель «Юаньван-3» був обладнаний новітніми електронними приладами і комп'ютерами, необхідними для збору усієї інформації, що має відношення до польоту заданого космічного корабля.
У перспективі Китай планує створити сімейство нових РН CZ — 5, що працюють на кисні і гасі. Ці РН планується запускати також з нового стартового комплексу космодрому Цзюцюань.

## Основні хронологічні події
- Відкритий 20 жовтня 1958 року;
- Вересень 1960 року — з космодрому було успішно запущено першу ракету близької дії радянського виробництва, що працювала на китайському паливі;
- 5 листопада 1960 року — успішно пройшов запуск першої ракети китайського виробництва Дунфен-1;
- Жовтень 1966 року — успішно проведено випробувальний пуск ракети, яка несла ядерну боєголовку;
- 1970 рік — запуск першого штучного супутника Землі (ШСЗ) «Дунфанхун»;
- У листопаді 1975 року був успішно запущений перший супутник фоторозвідки багаторазового використання;
- Травень 1980 року — запущено РН далекого радіуса дії;
- У вересні 1981 року — за допомогою однієї ракети було успішно виведено на орбіту три ШСЗ;
- Серпень 1987 року — перший комерційний запуск іноземного супутника;
- 20 листопада 1999 року — успішно запущено непілотований космічний човен «Шеньчжоу»;
- 15 жовтня 2003 року — з космодрому Цзюцюань на космічному човнику «Шеньчжоу» вирушив у космічну мандрівку перший китайський космонавт;
- Жовтень 2021 року; 21 листопада 2023 року — за допомогою супутникових зображень системи відстеження розвитку космічної галузі Китаю, зафіксовано вибухи на випробувальному полігоні космодрому Цзюцюань[2].